# Jonathan Nolan
Jonathan David Nolan (Londres, 6 de junio de 1976) es un guionista, productor y director británico-estadounidense, así como también colaborador habitual de su hermano Christopher Nolan. Su cuento Memento Mori fue utilizado por su hermano como base para el guion de la película aclamada por la crítica Memento. También ha coescrito, junto a su hermano, los guiones de The Prestige, The Dark Knight y The Dark Knight Rises. Ha creado para televisión el drama de la CBS Person of Interest. En 2016 creó y dirigió la primera temporada de Westworld para la HBO.

## Primeros años
Nació en Londres, de padre inglés y madre estadounidense. Se crio en el área de Chicago.
Nolan asistió a Academia Loyola de Wilmette, Illinois, donde se graduó en 1994 y luego se especializó en la Universidad de Georgetown de Washington D. C., en 1999, en literatura Inglesa y fue un redactor de La Hoya, el periódico más antiguo de la Universidad de Georgetown en Washington D. C.

## Carrera
Nolan describe su exitosa relación de trabajo con su hermano en las notas de producción de The Prestige: "Siempre he sospechado que tiene algo que ver con el hecho de que él es zurdo y yo soy diestro, porque de alguna manera es capaz de mirar mis ideas y dar la vuelta a su alrededor en una forma que es solo un poco más retorcido e interesante. Es genial poder trabajar con él de esa manera."

## Filmografía principal

### Guionista
- Memento (2001)
- The Prestige (2006)
- The Dark Knight (2008)
- The Dark Knight Rises (2012)
- Interstellar (2014)

### Televisión
- Person of Interest (2011)
- Westworld (2016)
- Fallout (2024)

## Premios y distinciones
Premios Óscar
| Año  | Categoría            | Película | Resultado |
| ---- | -------------------- | -------- | --------- |
| 2002 | Mejor Guion Original | Memento  | Nominado  |